# Edward Appleton
Edward Victor Appleton, GBE, KCB (Bradford, 6 de setembro de 1892 — Edimburgo, 21 de abril de 1965) foi um físico inglês.
Descobriu as camadas de partículas carregadas existentes na parte superior da atmosfera, hoje conhecida como ionosfera, que desempenha papel vital nas telecomunicações, refletindo sinais de longa distância do rádio. Em 1924 conseguiu provar a existência da primeira camada ionosférica refletora ao lançar ondas de rádio sobre ela (usando as primeiras qualidades do que hoje é chamado de radar). A altura dessa camada foi calculada por Appleton em 60 milhas (96 km). Em 1926, descobriu uma segunda camada, eletricamente mais forte, atualmente conhecida como Camada de Appleton, a 150 milhas (240 km de altura). Esta camada reflete as ondas curtas de rádio. Registrou, tempos depois, ecos de rádio. Em 1947 Appleton recebeu o Nobel de Física por suas descobertas.

## Trabalhos
Appleton observou que a intensidade do sinal de rádio de um transmissor em uma frequência como a faixa de onda média e ao longo de um caminho de cerca de cem milhas era constante durante o dia, mas variava durante a noite. Isso o levou a acreditar que era possível que dois sinais de rádio estivessem sendo recebidos. Um estava viajando ao longo do solo e outro foi refletido por uma camada na atmosfera superior. O enfraquecimento ou variação na força do sinal de rádio geral recebido resultou do padrão de interferência dos dois sinais.
A existência de uma camada atmosférica refletora não era em si uma ideia completamente nova. Balfour Stewart sugeriu a ideia no final do século 19 para explicar as mudanças rítmicas no campo magnético da Terra. Mais recentemente, em 1902, Oliver Heaviside e Arthur E. Kennelly sugeriram que esse estrato de reflexão eletromagnética, agora chamado de camada Kennelly-Heaviside, pode explicar o sucesso de Marconi na transmissão de seus sinais através do Atlântico. Os cálculos mostraram que a curvatura natural das ondas de rádio não era suficiente para impedi-las de simplesmente “disparar” para o espaço vazio antes de chegarem ao receptor.
Appleton achava que o melhor lugar para procurar evidências da ionosfera estava nas variações que ele acreditava estar causando por volta do pôr do sol nas recepções de sinal de rádio. Era sensato sugerir que essas variações eram devidas à interferência de duas ondas, mas um passo extra para mostrar que a segunda onda causando a interferência (a primeira sendo a onda terrestre) estava descendo da ionosfera. O experimento que ele projetou tinha dois métodos para mostrar a influência ionosférica e ambos permitiam que a altura do limite inferior de reflexão (portanto, o limite inferior da camada refletora) fosse determinada. O primeiro método era denominado modulação em frequência e o segundo era calcular o ângulo de chegada do sinal refletido na antena receptora.
O método de modulação de frequência explora o fato de que há uma diferença de caminho entre a onda terrestre e a onda refletida, o que significa que elas percorrem distâncias diferentes do emissor ao receptor.
Suponha que a distância AC percorrida pela onda terrestre seja he a distância ABC percorrida pela onda refletida h '. A diferença de caminho é:
{\displaystyle h'-h=D}
O comprimento de onda do sinal transmitido é λ. O número de diferença de comprimentos de onda entre os caminhos h e h 'é:
{\displaystyle {\frac {h-h'}{\lambda }}={\frac {D}{\lambda }}=N}
Se N for um número inteiro, ocorrerá interferência construtiva, o que significa que um sinal máximo será alcançado na extremidade receptora. Se N for um número inteiro ímpar de meios comprimentos de onda, ocorrerá interferência destrutiva e um sinal mínimo será recebido. Vamos supor que estamos recebendo um sinal máximo para um determinado comprimento de onda λ. Se começarmos a mudar λ, este é o processo denominado modulação em frequência, N deixará de ser um número inteiro e a interferência destrutiva começará a ocorrer, significando que o sinal começará a diminuir. Agora continuamos mudando λ até que um sinal máximo seja recebido novamente. Isso significa que, para nosso novo valor λ ', nosso novo valor N' também é um número inteiro. Se alongamos λ, então sabemos que N 'é um a menos que N. Assim:
{\displaystyle N-N'={\frac {D}{\lambda }}-{\frac {D}{\lambda '}}=1}
Rearranging for D gives:
{\displaystyle D=h-h'={\frac {1}{{\frac {1}{\lambda }}-{\frac {1}{\lambda '}}}}}
Como sabemos λ e λ ', podemos calcular D. Usando a aproximação de que ABC é um triângulo isósceles, podemos usar nosso valor de D para calcular a altura da camada refletora. Este método é uma versão ligeiramente simplificada do método usado por Appleton e seus colegas para calcular um primeiro valor para a altura da ionosfera em 1924. Em seu experimento, eles usaram a estação de transmissão da BBC em Bournemouth para variar os comprimentos de onda de suas emissões após o término dos programas noturnos. Eles instalaram uma estação receptora em Oxford para monitorar os efeitos da interferência. A estação receptora tinha que ser em Oxford, pois não havia nenhum emissor adequado na distância certa de cerca de 62 milhas (100 km) de Cambridge naquela época.
Este método de modulação de frequência revelou que o ponto a partir do qual as ondas estavam sendo refletidas era de aproximadamente 56 milhas (90 km). No entanto, não estabeleceu que as ondas foram refletidas de cima; na verdade, elas podem ter vindo de colinas em algum lugar entre Oxford e Bournemouth. O segundo método, que envolvia encontrar o ângulo de incidência das ondas refletidas no receptor, mostrava com certeza que elas vinham de cima. As triangulações deste ângulo deram resultados para a altura de reflexão compatível com o método de modulação em frequência. Não entraremos neste método em detalhes porque ele envolve cálculos bastante complexos usando a teoria eletromagnética de Maxwell.
Longe de ser conclusivo, o sucesso do experimento Oxford-Bournemouth revelou um vasto novo campo de estudo a ser explorado. Mostrou que realmente havia uma camada refletora bem acima da terra, mas também levantou muitas novas questões. Qual era a constituição dessa camada, como ela refletia as ondas, era a mesma em toda a terra, por que seus efeitos mudaram tão drasticamente entre o dia e a noite, ela mudou ao longo do ano? Appleton passaria o resto da vida respondendo a essas perguntas. Ele desenvolveu uma teoria magneto-iônica baseada no trabalho anterior de Lorentz and Maxwell t para modelar o funcionamento desta parte da atmosfera. Usando essa teoria e outros experimentos, ele mostrou que a chamada camada Kennelly-Heaviside foi fortemente ionizado e, portanto, condutor. Isso deu origem ao termo ionosfera. Ele mostrou que os elétrons livres são os agentes ionizantes. Ele descobriu que a camada poderia ser penetrada por ondas acima de uma certa frequência e que essa frequência crítica poderia ser usada para calcular a densidade de elétrons na camada. No entanto, essas ondas penetrantes também seriam refletidas de volta, mas de uma camada muito mais alta. Isso mostrou que a ionosfera tinha uma estrutura muito mais complexa do que inicialmente previsto. O nível inferior foi rotulado como E-Layer, refletiu comprimentos de onda mais longos e foi encontrado a aproximadamente 78 milhas (125 km). O nível alto, que tinha densidade de elétrons muito mais alta, era rotulado como F-Layer e podia refletir comprimentos de onda muito mais curtos que penetravam na camada inferior. Ele está situado a 186 - 248 milhas (300 - 400 km) acima da superfície da Terra.
A teoria magneto-iônica também permitiu que Appleton explicasse a origem dos misteriosos desvanecimentos ouvidos no rádio por volta do pôr do sol. Durante o dia, a luz do sol faz com que as moléculas do ar fiquem ionizadas, mesmo em altitudes bastante baixas. Nessas baixas altitudes, a densidade do ar é grande e, portanto, a densidade de elétrons do ar ionizado é muito grande. Devido a essa ionização pesada, há uma forte absorção de ondas eletromagnéticas causadas pela 'fricção de elétrons'. Assim, em transmissões em qualquer distância, não haverá reflexos, pois quaisquer ondas além da que está no nível do solo serão absorvidas em vez de refletidas. No entanto, quando o sol se põe, as moléculas lentamente começam a se recombinar com seus elétrons e os níveis de densidade de elétrons livres caem. Isso significa que as taxas de absorção diminuem e as ondas podem ser refletidas com força suficiente para serem notadas, levando aos fenômenos de interferência que mencionamos. Para que esses padrões de interferência ocorram, no entanto, não deve haver simplesmente a presença de uma onda refletida, mas uma mudança na onda refletida. Caso contrário, a interferência é constante e os desbotamentos não serão ouvidos. O sinal recebido seria simplesmente mais alto ou mais baixo do que durante o dia. Isso sugere que a altura em que ocorre a reflexão deve mudar lentamente à medida que o sol se põe. Appleton descobriu, de fato, que aumentava com o pôr do sol e diminuía com o nascer do sol até que a onda refletida ficasse fraca demais para ser registrada. Esta variação é compatível com a teoria de que a ionização se deve à influência do sol. No pôr-do-sol, a intensidade da radiação do sol será muito menor na superfície da Terra do que no alto da atmosfera. Isso significa que a recombinação iônica progredirá lentamente de altitudes mais baixas para mais altas e, portanto, a altura em que as ondas são refletidas aumenta lentamente à medida que o sol se põe.
A ideia básica por trás do trabalho de Appleton é tão simples que é difícil entender a princípio como ele dedicou quase toda a sua carreira científica ao seu estudo. No entanto, nos últimos parágrafos algumas das complexidades do assunto foram introduzidas. Como muitos outros campos, é aquele que cresce em complexidade quanto mais é estudado. No final de sua vida, observatórios ionosféricos foram instalados em todo o mundo para fornecer um mapa global das camadas refletoras. Links foram encontrados para o ciclo de manchas solares de 11 anos e Aurora Boreal, as tempestades magnéticas que ocorrem em altas latitudes. Isso se tornou particularmente relevante durante a Segunda Guerra Mundial quando as tempestades levariam a apagões de rádio. Graças à pesquisa de Appleton, os períodos em que isso ocorreriam poderiam ser previstos e a comunicação poderia ser trocada para comprimentos de onda que seriam menos afetados. O radar, outra inovação crucial do tempo de guerra, surgiu graças ao trabalho de Appleton. Em um nível muito geral, sua pesquisa consistia em determinar a distância de objetos refletivos de transmissores de sinais de rádio. Esta é exatamente a ideia do radar e dos pontos piscantes que aparecem na tela (um tubo de raios catódicos) escaneados pela barra de 'busca' circulante. Este sistema foi desenvolvido parcialmente por Appleton como um novo método, chamado método de pulso, para fazer medições ionosféricas. Mais tarde, foi adaptado por Robert Watson-Watt para detectar aviões. Hoje em dia, os dados ionosféricos são importantes quando as comunicações com satélites são consideradas. As frequências corretas para esses sinais devem ser selecionadas de modo que eles realmente alcancem os satélites sem serem refletidos ou desviados antes.
Em 1974, a Estação de Pesquisa de Rádio e Espaço foi rebatizada de Laboratório de Appleton em homenagem ao homem que tanto fez para estabelecer o Reino Unido como uma força líder na pesquisa ionosférica, e esteve envolvido com a estação primeiro como pesquisador e depois como secretário de seu órgão principal, o Departamento de Pesquisa Científica e Industrial.